# Boiana
Il fiume Boiana (in montenegrino: Бојана o Bojana; in albanese: Buna) è un fiume lungo 41 km che segna, per gran parte della sua lunghezza, il confine tra il Montenegro e l'Albania.

## Descrizione
Il fiume non è altro che l'emissario del lago di Scutari e sfocia nell'Adriatico, del quale è il maggior tributario, in termini di portata, dopo il Po. Gran parte delle acque del Boiana proviene tuttavia dal Drin, fiume albanese di ben maggiore lunghezza che dal 1858, in seguito ad un mutamento del suo corso principale, ne è divenuto il principale affluente.
Con una larghezza media di 150 metri e una profondità di 3 metri il Boiana è completamente navigabile, anche se oggi la navigazione è drasticamente ridotta. Prima della seconda guerra mondiale fungeva da importante via di comunicazione tra il porto di Dulcigno e la città di Scutari nell'entroterra. Attualmente un solo ponte carrozzabile a senso di marcia alternato, nei pressi del lago di Scutari, unisce le sponde del fiume.
Nei venti chilometri terminali del suo corso, dove segna il confine albanese-montenegrino, il fiume è caratterizzato da un ambiente naturale intatto, spesso costellato di paludi. La foce del Boiana è invece in parte una zona naturalistica protetta, particolarmente per quanto riguarda l'avifauna, presenta lunghe spiagge sabbiose. In particolare quella della piccola isola Boiana, alla foce del fiume ma interamente in territorio montenegrino, è una spiaggia molto amata dai nudisti.

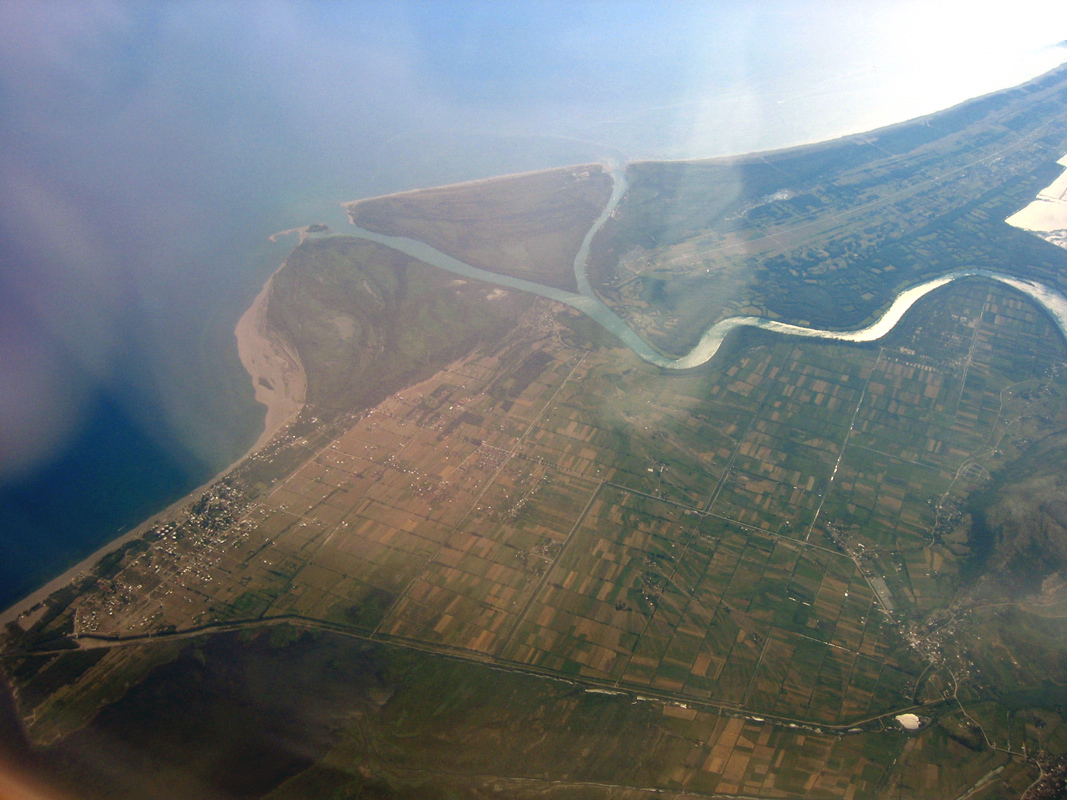
Vista della foce del Boiana nell'Adriatico